# 14927 Сатосі
14927 Сатосі (14927 Satoshi) — астероїд головного поясу, відкритий 1 листопада 1994 року.
Тіссеранів параметр щодо Юпітера — 3,591.
Названо на честь Сатосі (яп. さとし(聡) сатосі).